# Patagonotothen tessellata
Patagonotothen tessellata är en fiskart som först beskrevs av Richardson, 1845.  Patagonotothen tessellata ingår i släktet Patagonotothen och familjen Nototheniidae. Inga underarter finns listade i Catalogue of Life.